# زورو (مجموعه تلویزیونی ۲۰۲۴)
زورو یک مجموعه تلویزیونی اکشن ماجراجویی، محصول کشور اسپانیا است که توسط سکویا استودیوز، بر اساس شخصیت داستانی خلق‌شده توسط جانستون مک‌کالی و با بازی میگل برناردو ساخته شده‌است. این سریال در ۱۹ ژانویه ۲٠۲۴ از بستر آمازون پرایم ویدئو در آمریکای لاتین و ایالات متحده آمریکا عرضه شد و در ۲۵ ژانویه در اسپانیا، آندورا و پرتغال پخش شد. این محصول، که از تابستان ۲۰۲۲ تا اوایل سال ۲۰۲۳ در جزایر قناری در اسپانیا فیلمبرداری شده‌است و نشان دهنده «تفسیر مجدد جسورانه» از قهرمان افسانه‌ای کلاسیک ال زورو است.

## خلاصه داستان
داستان زورو در سال ۱۸۳۴ اتفاق می‌افتد و دیگو د لا وگا، یک زمین‌دار جوان با انتقام‌جویی شخصی را دنبال می‌کند که در نقش زورو، یک مراقب نقاب‌دار که از مظلومان کالیفرنیا دفاع می‌کند، ظاهر می‌شود.

## بازیگران
- میگل برناردو در نقش دیگو د لا وگا / زورو
- رناتا نوتنی در نقش لولیتا مارکز[۷]
- رودولفو سانچو در نقش گوبرنادور پدرو ویکتوریا[۷]
- دالیا ژیوکواتل در نقش نه-لین / زورو جعلی[۸]
- پاکو توس در نقش برناردو
- پیتر ویوز در نقش یانوس کارتر[۸]
- الیا گالرا در نقش لوسیا مارکز
- آندرس آلمیدا در نقش تادئو سانچز[۸]
- امیلیانو زوریتا در نقش انریکه سانچز د موناستریو[۷]
- چاچا هوانگ در نقش می
- جوئل بوسکد در نقش ساموئل
- فرانسیسکو ریس در نقش واندروین[۸]
- میریا مامبو در نقش هریت جونز
- استیبالیتز رویز - کارمن دلا مادرید[۹]
- آنا لایوسکا - ایرینا ایوانووا[۱۰]
- اوا کاماچو
- جولین لاکاب
- خوزه گیگار
- آنجلو اولیویه
- الخاندرو مارو
- دیوید فلتا
- فله مارتینس
- کریستو فرناندس در نقش زورو سابق، برادر بزرگ نه-لین[۸]
- سسیلیا سوارز در نقش گوادالوپ[۱۱]
- لوئیس تسار در نقش الخاندرو د لا وگا[۸]